# Port lotniczy Catamarca
Port lotniczy Catamarca (IATA: CTC, ICAO: SANC) – port lotniczy położony w Catamarca, w prowincji Catamarca, w Argentynie.

## Linie lotnicze i połączenia
- Aerolíneas Argentinas (Buenos Aires-Jorge Newbery)